# Cheilosia faucis
Cheilosia faucis es una especie de sírfido. Se distribuyen por Europa.